# Sakura taisen V - Saraba, itoshiki hito yo
Sakura taisen V - Saraba, itoshiki hito yo (サクラ大戦V 〜さらば愛しき人よ〜?) conosciuto anche come Sakura Wars: So Long My Love, è un videogioco originariamente sviluppato e pubblicato dalla SEGA e licenziato dalla Red Entertainment. Distribuito per Sony PlayStation 2 il 5 luglio del 2005 solo in Giappone. Il 30 marzo del 2010 ne venne pubblicata una versione in inglese (disponibile anche per Nintendo Wii) per il mercato nordamericano. Il 2 aprile 2010 uscì la versione PAL solo per Nintendo Wii.
Questo titolo è il quinto capitolo della serie di Sakura Wars.
Il sottotitolo Saraba, itoshiki hito yo (traducibile come "Addio, mio amore") è un riferimento al romanzo Addio, mia amata di Raymond Chandler.
Il gioco è il primo a non essere commercializzato per Sega Dreamcast.